# Pallacanestro ai XII Giochi dei piccoli stati d'Europa
Le gare pallacanestro ai XII Giochi dei piccoli stati d'Europa si svolsero tra il 5 e il 9 giugno 2007 nel Monaco.
Il torneo di pallacanestro si è tenuto presso la Gaston Medicin Hall; sita all'interno dello Stadio Louis II può ospitare fino a 2'500 spettatori. Hanno partecipato sei squadre, solo in ambito maschile.

## Squadre partecipanti
- Andorra
- Cipro
- Islanda
- Lussemburgo
- Monaco
- San Marino

## Medagliere
| #      | Nazione     | Oro | Argento | Bronzo | Totale |
| ------ | ----------- | --- | ------- | ------ | ------ |
| 1      | Islanda     | 1   | 0       | 0      | 1      |
| 2      | Lussemburgo | 0   | 1       | 0      | 1      |
| 3      | San Marino  | 0   | 0       | 1      | 1      |
| Totale | Totale      | 1   | 1       | 1      | 3      |

## Podi
| Evento                 | Oro     | Argento     | Bronzo     |
| Pallacanestro maschile | Islanda | Lussemburgo | San Marino |

## Risultati

### Round 1
| 5 giugno 2009 | Andorra | 65 – 94 | Islanda |  |

| 5 giugno 2009 | Lussemburgo | 81 – 70 | San Marino |  |

| 5 giugno 2009 | Monaco | 77 – 95 | Cipro |  |

### Round2
| 6 giugno 2009 | Cipro | 97 – 56 | Andorra |  |

| 6 giugno 2009 | Islanda | 92 – 62 | Lussemburgo |  |

| 6 giugno 2009 | San Marino | 64 – 57 | Monaco |  |

### Round3
| 7 giugno 2009 | Lussemburgo | 88 – 60 | Andorra |  |

| 7 giugno 2009 | San Marino | 71 – 95 | Cipro |  |

| 7 giugno 2009 | Monaco | 65 – 86 | Islanda |  |

### Round 4
| 8 giugno 2009 | Cipro | 83 – 86 | Lussemburgo |  |

| 8 giugno 2009 | Islanda | 92 – 81 | San Marino |  |

| 8 giugno 2009 | Andorra | 85 – 69 | Monaco |  |

### Round 5
| 9 giugno 2009 | San Marino | 107 – 105 | Andorra |  |

| 9 giugno 2009 | Monaco | 69 – 74 | Lussemburgo |  |

| 9 giugno 2009 | Islanda | 72 – 78 | Cipro |  |

### Classifica
| Pos.    | Paese       | P.ti | V | S |
| ------- | ----------- | ---- | - | - |
| Oro     | Islanda     | 10   | 5 | 0 |
| Argento | Lussemburgo | 9    | 4 | 1 |
| Bronzo  | San Marino  | 7    | 2 | 3 |
| 4       | Andorra     | 6    | 1 | 4 |
| 5       | Monaco      | 5    | 0 | 5 |
| 6       | Cipro       | 7    | 3 | 2 |